# Merga treubeli
Merga treubeli är en nässeldjursart som beskrevs av Peter Schuchert 1996. Merga treubeli ingår i släktet Merga och familjen Pandeidae. Inga underarter finns listade i Catalogue of Life.